# Charles Adkins
Charles Adkins (27. april 1932 i Gary i Indiana – 8. juli 1993) var en amerikansk bokser som deltog i de olympiske lege 1952 i Helsingfors.
Adkins blev olympisk mester i boksning under OL 1952 i Helsingfors. Han vandt en guldmedalje i vægtklassen, let-weltervægt. Han besejrede Bruno Visintin fra Italien i semifinalen og sovjetiske Viktor Mednov i finalen.